# Akeem Vargas
Akeem David Vargas (* 29. April 1990 in Lancaster, Kalifornien) ist ein US-amerikanisch-deutscher Basketballspieler.
Der Sohn einer deutschen Mutter wuchs in Deutschland auf und besuchte das Basketball-Internat der Urspringschule. Nach einem kurzen Studienaufenthalt in seinem Geburtsland wurde Vargas 2010 Profi und spielte zunächst für die Walter Tigers Tübingen in der Basketball-Bundesliga. Nach einem Vereinswechsel 2012 wurde er für die BG 74 Göttingen in der ProA-Spielzeit 2012/13 zum „Youngster des Jahres“ gewählt. Anschließend bekam der ehemalige Juniorennationalspieler einen Vertrag beim Erstligisten Alba Berlin, später wechselte er nach Frankfurt.

## Karriere
Vargas erlernte das Basketballspiel bei der KuSG Leimen, wo er bis 2006 in allen Jugendmannschaften auflief. In der Saison 2006 wechselte er zur Urspringschule in Schelklingen, für deren Nachwuchsmannschaft in der Nachwuchs-Basketball-Bundesliga (NBBL) er spielte. Mit dieser Mannschaft gewann er den Meistertitel der NBBL bei den ersten beiden Austragungen, unter anderem 2008 im Endspiel gegen den Nachwuchs von Alba Berlin. 2009 verlor man als Titelverteidiger das Halbfinale gegen den Nachwuchs der Paderborn Baskets, die ihrerseits das Finale gegen Gastgeber Berlin verloren. Vargas, der bereits seit 2006 erste Einsätze in der ersten Herrenmannschaft des Kooperationspartners Erdgas Ehingen in der dritthöchsten deutschen Spielklasse ProB hatte, ging anschließend zum Studium in sein Geburtsland. Eine Spielberechtigung für die NCAA wurde ihm jedoch versagt, da seine Einsätze in der ProB nach der damaligen Sichtweise der NCAA-Organisation als professionelle Tätigkeit gewertet wurden. Vargas bekam jedoch eine Spielberechtigung für die „National Junior Collegiate Athletic Association“ (NJCAA), eine Organisation für Sportmannschaften von „Community Colleges“. Hier spielte Vargas für die Lakers des Iowa Lakes Community College in Emmetsburg. Nach Ablauf der Sperre für die NCAA entschloss sich Vargas jedoch zum Abbruch seines Studiums und zur Rückkehr nach Deutschland.
2010 unterschrieb Vargas einen Vertrag als Profi beim deutschen Erstligisten Walter Tigers Tübingen. Mittels einer Doppellizenz durfte Vargas weiterhin Einsätze für Ehingen in der ProB bestreiten. Bei den Tübingern selbst kam Vargas nur auf wenig Einsatzzeit. In der Bundesliga-Saison 2011/12 kam er bei zehn Einsätzen auf durchschnittlich knapp acht Minuten Spielzeit. Mit den Ehingern hingegen schaffte Vargas in der ProB-Spielzeit 2010/11 die Meisterschaft dieser Spielklasse und den Aufstieg in die zweithöchste Spielklasse ProA. In der ProA 2011/12 erreichte Vargas dann mit dem Aufsteiger sicher den Klassenerhalt, wobei er selbst als „Youngster des Monats“ Dezember 2011 in dieser Spielklasse geehrt wurde. Nach zwei Jahren endete sein Vertrag in Tübingen und er wechselte zum Erstliga-Absteiger BG 74 Göttingen. In der ProA-Runde 2012/13 erreichte man den zweiten Platz nach der Hauptrunde, schied jedoch dann etwas überraschend in der ersten Runde der Play-offs um den Aufstieg gegen Science City Jena aus. Vargas selbst wurde sowohl im Oktober 2012 wie auch im Januar 2013 als Youngster des Monats ausgezeichnet und bekam am Saisonende auch die Auszeichnung als Youngster des Jahres der ProA. Anschließend unterschrieb Vargas einen Vertrag beim ehemaligen deutschen Meister Alba Berlin in der ersten Liga. 2014 und 2016 gewann Vargas mit den Hauptstädtern den Pokalwettbewerb. In fünf Jahren Berlin bestritt er 203 Bundesliga-Spiele für die Mannschaft, den besten Punkteschnitt seiner Alba-Zeit erreichte er im Spieljahr 2014/15, als er 5,5 Zähler pro Begegnung verbuchte.
In der Sommerpause 2018 gaben die Skyliners Frankfurt Vargas’ Verpflichtung bekannt. Nach zwei Jahren in Frankfurt ging der als Spezialist für Verteidigungsaufgaben bekannte Spieler zur BG Göttingen zurück. Sein nächster Arbeitgeber in der Bundesliga wurde 2022 Heidelberg. Dort hatte er wie in Göttingen das Amt des Mannschaftskapitäns inne. 2024 wurde Vargas bei seiner früheren Mannschaft Ehingen/Urspring Mitglied des Leistungssportausschusses.
Bundesligist Mitteldeutscher BC verpflichtete Vargas im Sommer 2024. Im Februar 2025 wurde er mit dem MBC deutscher Pokalsieger.